# Gonyacantha rubronigra
Gonyacantha rubronigra är en skalbaggsart som beskrevs av Thomson 1858. Gonyacantha rubronigra ingår i släktet Gonyacantha och familjen långhorningar. Inga underarter finns listade i Catalogue of Life.